# Jules Tytgat
Jules Tytgat (Gand, 23 septembre 1889) était un ingénieur-architecte belge spécialisé dans le béton et la construction industrielle.

## Carrière
Tytgat était directeur du bureau d'ingénieurs ferro-béton, initialement situé dans la résidence de Tytgat située à la Muinkdreef à Gand, mais qui a ensuite opéré à partir de la rue Zonnestraat. En outre, il a certainement enseigné à l'école professionnelle de Nicaise avant 1916, y donnant un cours sur le béton armé. À partir de l'année scolaire 1916/1917, il a également donné la même série de cours à l'Académie des Beaux-Arts de Gand.
Il réalise des études de béton pour divers architectes. En 1924, il collabore avec Luc et Jozef Viérin à la construction de l'église paroissiale de Brielen. Un an plus tard, il s'associe à l'entreprise de construction Serck pour la construction du Garage Ford sur la Sint-Michielsplein à Gand. Tytgat est également responsable de la conception de deux filatures gantoises, Baertsoen et Buysse, situées sur le Nieuwevaart et érigées en 1927 et Dierman sur Ham en 1928. Pour ces projets, Tytgat a introduit un squelette en béton, qui résultait en une modernisation du type Manchester. 

## Vie privée
Le 28 mars 1914, Tytgat épouse Martha Janssens à Gand. Le frère de Jules Tytgat, Emillius (Gand, 24 avril 1881 - 11 juin 1934), est également actif comme ingénieur, tout comme son fils Pierre.
- (nl) Cet article est partiellement ou en totalité issu de l’article de Wikipédia en néerlandais intitulé « Jules Tytgat » (voir la liste des auteurs).

## Externe link
- inventaire du patrimoine immatériel

1. ↑  (nl) « Eene kerk in beton », Vooruit,‎ 17 décembre 1923
2. ↑  (nl) « De werkhuizen "Ford" », Vooruit,‎ 2 février 1925
3. ↑  (nl) Meganck, Leen, RUG. Faculteit Letteren en Wijsbegeerte. Vakgroep Kunst-, muziek- en theaterwetenschappen. ., « Bouwen te Gent in het Interbellum (1919-1939) : stedenbouw, onderwijs, patrimonium: een synthese. », inconnu,‎ 2002, (2002), p. 437
4. ↑  (nl) « Registers Burgerlijke Stand: huwelijksakten Gent en deelgemeenten »